# Marianne Birthler
Marianne Birthler (Berlim, 22 de Janeiro de 1948) é uma política e defensora dos direitos humanos. De 2000 a 2011 foi responsável pela investigação do passado criminoso da Stasi, a antiga policia secreta da RDA.